# Beautiful Christmas
"Beautiful Christmas" é uma canção gravada pelos grupos sul-coreanos Red Velvet e Aespa como parte do álbum 2022 Winter SM Town: SMCU Palace. Foi lançada em 14 de dezembro de 2022 pela SM Entertainment. Escrita por Kim Jae-won (Jam Factory) e produzida por Justin Reinstein, Alysa e Jjean, é descrita como uma canção do gênero vilancete dançante, com instrumentais de piano e um alegre ritmo de swing.

## Antecedentes e lançamento
Em 1 de dezembro de 2022, foi anunciado que a SM Entertainment lançaria seu décimo álbum de Natal, que incluiria várias colaborações com artistas da companhia. Em 9 e 10 de dezembro, foram publicadas as fotos conceituais do single, que incluem imagens de cada integrante, bem como fotos do grupo, seguidas pelo teaser do videoclipe em 13 de dezembro. Em 12 de dezembro, foi revelado que ambos os grupos lançariam a música "Beautiful Christmas" em 14 de dezembro, como single de pré-lançamento do álbum 2022 Winter SM Town: SMCU Palace. A música, junto com seu videoclipe, foi lançada em 14 de dezembro em vários portais de música.

## Composição
"Beautiful Christmas" foi escrita por Kim Jae-won (Jam Factory) e produzida por Justin Reinstein, Alysa e Jjean. É descrita como uma alegre música de Natal que combina elementos de dance e músicas natalinas, com instrumentação de piano e um ritmo swing animado, focado em uma linha de baixo rítmica. A letra expressa a emoção do Natal, relembra o ano que passou e celebra a companhia de uma pessoa especial. A música destaca a fresca sinergia vocal entre Red Velvet e Aespa, capturando perfeitamente o espírito festivo da canção e elevando o ambiente natalino.

## Desempenho nas paradas musicais
| Parada musical (2022)                | Melhor posição |
| ------------------------------------ | -------------- |
| Coreia do Sul (Circle Digital Chart) | 113            |

| Parada musical (2022)                | Melhor posição |
| ------------------------------------ | -------------- |
| Coreia do Sul (Circle Digital Chart) | 187            |